# Stammliste der Grünthal
Dies ist die Stammliste der Grünthal (auch Grüenthal, Grienthal, Grienthaller), einem alten aus Bayern stammenden österreichischen Adelsgeschlecht, welches nach ihrem Stammsitz Grienthal, heute Grünthal (Gemeinde Hagelstadt) bei Regensburg, benannt ist. 1662 wurden sie in den österreichischen Freiherrenstand erhoben.
Die Stammliste wurde nach Wißgrill erstellt, ergänzt nach Hoheneck und aus den Stammlisten der jeweiligen Familien.

## Älteste Stammlinie
nach Wißgrill
Wikerus de Grüenthal, genannt 1179, sechs Söhne (de Grientaale) und zwei Töchter
A1. Heinrikus
A2. Wikerus
A3. Chalhocus
A4. Hoheprandus
A5. Berchtold von Grienthal
B1. Heinrich I., 1243 genannt mit zwei Söhnen
C1. Willibald I. von Grienthal (Wilibald Grienthaler), Ritter, 1247 Kaiser Friedrichs Feldherr und Oberrichter
C2. Leutwin Grienthaler an der Capelln  († 1271), Ritter
D1. Konrad
D2. Ulrich I.
D3. Rüeger I. oder Rudiger von Grienthal an der Kapelle, fünf Söhne Grüenthaler zu Stockach oder die Stockacher genannt
E1. Philipp I.
E2. Wenzl
E3. Rüeger II., der jüngere
E4. Ulrich II. der Stockacher  Grüenthal, Ritter
F1. Goswin
F2. Philipp II.
F3. Werner
F4. Ulrich III. in Gabelkoven (Gablkofen, Gem. Reisbach), genannt 1367
G1. Niklas I. († 1397)
H1. Willibald III.
G2. Willibald II. zu Stockach und Gabelkoven
H1. Andreas ging nach Österreich, Stammvater der österreichischen Linien (siehe Stammliste nach Andreas Grüenthal)
F5. Georg
F6. Heinrich II.
F7. Chunigunde, um 1351 Stiftsfräulein im Reichsstift Niedermünster zu Regensburg
E5. Sigismund
A6. Grimoldus
A7. Irmengardis und
A8. Leucardis, 1201 beide Stiftsfräulein im Reichsstift Niedermünster

## Stammlinie nach Andreas Grüenthal
nach Wißgrill, ergänzt durch gruenthaler.org und Preuenhueber
Andreas Grüenthaler bzw. von Grüenthal († vor 1478; ▭ Stadtkirche Steyr), zog nach Österreich, 1430 in Steyer, Ratsmann, 1464 bis 1466 Stadtrichter, ⚭ I Barbara Roth zu Crembseck, ihr gehörte Gut und Schloss Kremsegg (Kremseck), ⚭ II Margaretha N (1478 Testament)
A1. [I] Margareta (* 1450; † 1492) ⚭ Jakob Rumpel, Bürger von Steyer
A2. [I] Siegmund (* 1460; † 1511 in Steyr und ▭ in Pfarrkirche Steyr), lebte immer als Privatmann in Steyr, 1490 Ratsbürger von Steyer, starb hochbetagt, ⚭ I Elenora Haager, keine Kinder, ⚭ II Susanna Ennsthal
B1. [?] Gertraud ⚭ Valentin Pandorfer
B2. [II] Stefan, Zisterzienser Priester in St. Bernhard in der Neustadt, 1514 Pfarrer von Wels, Benefiziat der Grünthaler Stiftung in Steyer
B3. [II] Nicolaus, Weltpriester und Benefiziat in Steyer
B4. [II] Wolfgang, Doktor der Rechte, lebte in Graz
A3. [I] Appolonia ⚭ N Kirchpaumb, Bürger von Steyer
A4. [I] Kolman von Grienthal (* 1464; † 1. Juni 1532; ▭ Linz), kam nach Österreich, Hof-Kämmerling Kaiser Friedrichs III., Pfleger zu Lizelberg, erbte Schloss und Gut Kremseck von seiner Mutter, ⚭ I Margaretha Winter aus Enns († 1501), To. v. Thomas Winter zu Hildtbrechting (Gem. Ohlsdorf (Oberösterreich)), Salzamtmann zu Gmunden und Magdalena von Thalhaimb ⚭ II Apollonia Polyxena Högstätter (Hochstetter) († 1537), Witwe des Hans Pacher aus Steyer, begraben in der Stadtpfarrkirche in Linz
B1. [I] Erasmus (* 1492; † 1510), starb in der Jugend
B2. [I] Stefan (* 1493; † 1540), Pfarrer in Wels
B3. [I] Georg (* 1500; † nach 1538), lebte in Steyer ⚭ 1538 Ursula Pfefferl von Ademsdorf zu Piberbach, keine Kinder
B4. [I] Wolfgang von Grienthal zu Kremseck, Prandthof, Wintern und Haghof (* 1500; † 1576), Ritter, kais. Rat von Ferdinand I. und Maximilian II., Vizedom, kais. Legat in Burgund, Brabant und England, für den Kaiser in Böhm. Bergwerken und im Münzwesen tätig, 34 Jahre lang Rat und Landrat in Oberösterreich, ⚭ I 2. Februar 1534 in Innsbruck Anna Enenckl († 1553), To. v. Thomas Enenckl zu Albrechtsberg und Windeck und Anna Spann zu Limbach, ⚭ II 1555 Ursula Kölnpöck († 17. Juni 1601, ▭ Pfarrkirche Schleißheim Schlaisthaim), To. v. Niklas Kölnpöck zu Ottsdorf und Salaberg und Martha Körnstock (Kernstock), brachte die Herrschaft Zeillern in die Familie.
C1. [I] Adam Helfrid (* 1535; † 1584), Mönch
C2. [I] Maria (* 1536; † 4. Dezember 1570) ⚭ 4. Mai 1558 Anton Gienger zu Wolfseck (s. Stl. A2./B5./C6.), kais. Hofkammerrat
C3. [I] Margaretha (* 1537; † 1568) ⚭ Christoph Straub von Schazlsdorf, kais. Hauptmann
C4. [I] Michael (* 1539) starb ledig
C5. [I] Thomas (* 1540; † 1543) starb ledig
C6. [I] Katharina Susanna (* 1541) ⚭ 1563 Balthasar Winckler zu Kirchberg in der Wild
C7. [I] Julius (* 5. Juli 1542; † 22. Januar 1605, ▭ Schleißh.), Herr zu Kremseck, Dietach, Höhenerg, Zeillern und Achleiten. 1565 Fähnrich der königl. spanischen Armee von Philipp, kämpfte in Neapel und Apulien gegen die Türken, 1597 Hauptmann über eine Kompagnie teutscher Knecht der oö Landschaft, Raitherr der oberösterr. Stände, 1593 kaufte er Gut und Schloss Dietach, ⚭ I Anastasia Hayden von Dorff, To. v. Sebald Haiden und seiner zweiten Frau Anna von Walewitz, ⚭ II Juliana von Oedt, To. v. Sebastian von Oed zu Getzendorf und Regina von Rödern, keine Kinder. Juliana heiratete danach Nicolaus von Rottenburg.
D1. [I] Hans Adam († 1603) starb in Italien
D2. [I] Christina starb ledig
C8. [I] Balthasar (* 1545) starb ledig
C9. [I] Philipp Jakob (* 1546; † 17. Februar 1596 in Schloss Zeillern, ▭ St. Peter in der Au) Herr zu St. Pantaleon und zu Zeillern, 1576 und 1578 Rentmeister, dann kais. Ober-Proviantkommissar in Ungarn, Vize-Hauptmann der Herrschaft Eisenstadt und der Grafschaft Forchtenstein in Ungarn, er besaß die Herrschaften und Schloss Zeillern und das veste Haus zu St. Pantaleon, ⚭ I 17. November 1577 in Steyer Potentiana Kölnpöck († 1582 in St. Pantaleon, ▭ ebenda) To. v. Dietmar Kölnpöck zu Ottsdorf und Salaberg und Maria Magdalena Hoffmann zu Schlüsselberg, ⚭ II 1584 Margaretha Seemann († 14. Februar 1596 in Schloss Zeillern, ▭ St. Peter i. d. Au), To. v. Georg von Seemann von Mangern zu St. Peter in der Au und Haaghof, kais. Rat, und Katharina Gienger von Grünbichel (s. Stl. A2./B5./C15.). Die Brüder Wolf Dietmar, Hans Georg und Hans Andreas verkauften gemeinsam am 31. August 1607 Schloss und Herrschaft Zeillern VOWW an Wolf Friedrich Tattenpeck von Tattenbach.
D1. [I] Maria Magdalena ⚭ 16. November 1600 Christoph Ernst Geyer von Osterburg zu Kröllendorf (s. Stl. A4./B1./C2.).
D2. [I] Wolf Dietmar (* 1581; † 1649) ⚭ 1606 Maria Salome Hack, To. v. Gregor Hacke (Hake) von Pornimb und Mistelbach und Magdalena von Rohrbach. siehe Stammlinie nach Wolf Dietmar von Grünthal
D3. [I] Anna Susanna († 23. August 1621 in Baden) ⚭ 1613 Hans Strasser von und zu Gleiß (Wolfgang Strasser lt. Hoheneck)
D4. [II] Hans Georg (Konrad) ⚭ Regina Indersee, To. v. Hans Sigmund Inderseer und Magdalena Flusshart, 1631 hatte er noch die Zinzendorfischen Lehen in der Steinakircher Pfarre, keine Kinder
D5. [II] Salome († vor Jänner 1605) ⚭ Ritter Christoph Furth
D6. [II] Helena († 18. Juni 1605 St. Peter in der Au, ▭ ebenda) starb ledig
D7. [II] Hans (Helfried) Andreas (* 1586; † 1644) 1620 kais. Hauptmann, 1621 bis 1624 Adventurirer in Ungarn und den Niederlanden, 1625 Kapitän, Kriegskommissar, kais. Rat und 1629 Landrat in Österreich ob der Enns, starb ledig
C10. [I] Arnolph (Arnolf) (* 1547) starb ledig
C11. [I] Anna Maria (* 1548) starb ledig
C12. [I] Sabina Maria (* 1549) ⚭ I Hans Pichler von Rieggers, kais. Rat, ⚭ II Johann Beck von Leopoldsdorf
C13. [I] Eva Maria (* 1551; † 1603) ⚭ 1578 Ritter Leopold Pernstorfer von Poppen (von Pernstorff zu Poppen)
C14. [II] Anna (* 1556; † 1616) ⚭ 1575 Philipp von Steinau, und ihr Zwillingsbruder//bei grünt.com 1610
C15. [II] Wolf Niclas (* um 1565; † 1630), Herr zu Kremseck, Achleiten und Dietach, auf Zeillern, Reinsberg, Wangen und Windtern, ab 1609 nö. Regimentsrat, 1613 Ritterstands-Verordneter, und 1619 Reichshofrat von Ferdinand II., Kaiser Rudolf II. besserte (mit Diplom vom 9. Oktober 1603 in Prag) ihm und seinen Brüdern Julius, Johann Jakob, Erhard und Johann Joachim und den Söhnen von Philipp Jakob (Wolf Dietmar, Hans Andreas und Georg) das Wappen und bestätigte den alten Adel. ⚭ 2. Februar 1592 Apollonia von Oed (* 14. Mai 1574 in Oedenthal, OÖ; † 7. Juli 1621, ▭ Hernals), To. v. Heinrich Frhr von Oed zu Oedenthal und Reinsberg auf Rappoltenkirchen und Sitzenthal, nö. Jägermeister, und Margaretha (Marusch) von Zinzendorf, Schwester der Margaretha von Oed (s. u. Erhard), die Gattin brachte die Herrschaften Reinsberg und Wang in die Ehe ein.
D1. Wolfgang Heinrich (* 1593; † 1625) starb ledig als kais. Hauptmann
D2. Johann Nemroth (* 1594; † 1662)
D3. Johann Andreas (* 1595; † 1652), kais. Rittmeister, danach auf seinen Gütern, Landrat ⚭ 1620 Eleonora von Pranckh, To. v. Johann Jakob Pranckh. Die sechs Kinder hatten keine Nachkommen.
E1. Hans Joachim
E2. Hans Jakob
E3. Wolf Niklas
E4. Friedrich Julius
E5. Margaretha
E6. Ursula
D4. Johann Jakob (* und † 1597)
D5. Maria Ursula (* 1601) ⚭ I 1622 Berchtold Handl/Händl von und zu Ramingdorf, ⚭ II Georg Achaz von Kirchberg
D6. Erasmus (Ernest lt. Hoheneck) (* 1602; † 1631) starb 1631 als kaiserlicher Soldat in Schlesien
D7. Salome (* 1603; † 1605)
D8. Job Hartmann (* 1604; † 1611)
D9. Pilgram (* 1606) Fähnrich unter General Pappenheim
D10. Margaretha (Marusch) (* 1607) ⚭ I 1627 Friderich von Weixelburg zu Bölling, kais. Hauptmann, (⚭ II Kaspar von Lindegg lt. Hoheneck)
D11. Jakob Hartmann (* 1608; † 1631) fiel als kais. Kapitän-Lieutenant in Italien
D12. (Johann) Wilhelm (* 1610; † 1611)
D13. Julius Friedrich (* 1611; † 1615)
D14. Anna Magdalena (* 1613) ⚭ Maximilian Kölnpöck zu Ottsdorf (s. unten)
D15. Sigmund Ludwig (* 1614; † 1620)
D16. Maria Elisabeth (* 1616; † 1686), erbte von ihrer Mutter die Herrschaft und Veste Reinsberg und Wang, ⚭ Johann Albrecht Frhr von Dietrichstein
C16. [II] Maria (* 1558; † 1600) ⚭ 1599 Wolf Heinrich Artstetter von Artstetten (zu Zellhof lt. Hoheneck)
C17. [II] Andreas von Kremseck, Wintern und Zeillern (* 1559/69; † 7. Januar 1597 in Wien, ▭ Schleißh.), fürstl. Speyrischer Rat und Assessor beim kais. Hofgerichts zu Speyr
C18. [II] Hans Dietmar (* 1560; † 10. Dezember 1597 Niederwalsee, ▭ Schleißh.), Herr zu Rohrawiesen und Staufmühl, Kriegskommissar und Zahlmeister der oö Landschaft, ⚭ kurz vor 1595 Magdalena von Schallenberg zu Luftenberg († 20. Oktober 1595 in Linz, ▭ Schleißh.), To. v. Wolf von Schallenberg und seiner zweiten Frau Katharina Freiin von Eck, keine Kinder.
C19. [II] Rosina (* und † 1561)
C20. [II] Barbara (* 1562; † 1575)
C21. [II] Lukretia (* 1564; † 1610, ▭ Schleißheim)
C22. [II] Katharina (* 1566; † 1570)
C23. [II] Johann Jakob (* 1570; † 1626/27 in Sachsen), Herr zu Kremseck, Windtern, Burkersdorf und Volkstatt, zu Hehenberg, kämpfte für Kaiser Rudolf II. acht Jahre als Volontär gegen die Türken in Ungarn, dann Hofkriegsrat und General-Commissarius der sächsischen Kurfürsten Christian II. und Johannes Georg I., auch chur-sächs. Gesandter am kaiserl. Hof in Wien und an anderen Churhöfen, Land-Hofmeister der Grafschaft Mannsfeld und Kommandant von Sangerhausen, kaufte 1599 von Nemrodt Kölnpöck zu Ottsdorf das Schloss Hehenberg (Höhenberg), gründete 1608 das Dorf Nonnendorf bei Burkersdorf, 1620 von den Böhmen in Bautzen in der Laufnitz gefangen genommen und vom Kurfürsten ausgelöst, ⚭ Elisabeth von Pölnitz, Schwester von Bernhard von Pölnitz zu Schwarzenbach, chur-sächs. Hofkanzler
D1. Anna Elisabetha (* 26. Juli 1605)
D2. Ursula (* 20. Oktober 1606)
D3. Bernard (* 3. Januar 1608)
D4. Barbara (* 14. Februar 1609)
D5. Julius (* 10. Juli 1610; † 8. September 1631) studierte in Tübingen, ging dann nach Frankreich
C24. [II] Erhard zu Achleiten (* 1572; † 16. September 1614 in Wien. ▭ Schleißh.), kämpfte 1594 tapfer bei der Eroberung der Hauptfestung Grän, seit 1613 nö Regimentsrat ⚭ 1602 Margaretha von Oed, Schwester von Appollonia von Oed (⚭ mit Wolf Niclas), Margaretha brachte Gut und Schloss Achleuten in die Familie, keine Kinder
C25. [II] Johann Joachim (Hans Joachim) (* 17. November 1576; † 29. Oktober 1639), Herr zu Kremseck, Harteneck und Tußlingen in Schwaben, 1599 in Tübingen Hofmeister der Herzoge Philipp und Albert zu Hollstein, 1600 Herzog Johann Friederich zu Württemberg, Rat und Oberst-Hofmeister, württemb. Gesandter am kaiserlichen Hof in Wien, Ferdinand II. macht Hans Joachim 1625 zum kais. Pfalz- und Hofgrafen – Comes Palatinum (Diplom vom am 4. Juli 1625 in Neustadt), ⚭ 1608 Dorothea Maria von Laimingen († 1629), To. v. Erasmus v. Laimingen in Neu-Laimingen, Lindach, Rotteneck und Degersbach, Erbschenk des Hochstifts Regensburg, herz. württemb. Rat, und Agnes von Plüming/Plieming, Dorothea war Hofdame am herzogl.-württemb. Hof. Alle Kinder sind jung oder ledig gestorben.
D1. Sibilla Agnes (* 10. Mai 1610)
D2. Joachim Friderich (* 26. Juni 1611)
D3. Dorothea (* 15. August 1612)
D4. Wolfgang Erasmus (* 21. Juli 1613)
D5. Friderich Jakob (* 3. April 1614)
D6. Wilhelm Christoph (* 13. Februar 1616)
B5. [II] Anna (Ursula) (* 1508; † 1540) ⚭ Herrn Veit Pfefferl zu Piberbach
B6. [II] Katharina (* 1510; † 22. Dezember 1568, ▭ St. Pantaleon) ⚭ 1534 Hans Unterholzer († vor Gattin) zum vesten Haus bei St. Pantaleon, keine Kinder, Familie erbte Veste und Gut
A5. [I] Rosina (* 1470) ⚭ 1493 N Marschall von Reichenau
A5. [I] Ursula

## Stammlinie nach Wolf Dietmar von Grünthal
Wolf Dietmar Herr zu Dietach und Ottsdorf (* 1581; † 1649) ⚭ 7. Mai 1606 in Vöcklabruck Maria Salome Hack, To. v. Gregor Hack zu Bornimb und Mistelbach und Maria Magdalena von Rohrbach. Philipp Rudolf, Karl und Ludwig mit der gesamten Deszendenz wurden am 10. Dezember 1662 von Kaiser Leopold I. in den Freiherrnstand erhoben, aber weder sie noch ihre Nachkommen wurden in den niederösterreichischen Herrenstand aufgenommen.
A1. Elisabetha (* 1607; † 1636) ⚭ Christoph Hofer von Urfahr/ Urfahrn
A2. Philipp Rudolf Freiherr von Grünthal (* 16. April 1607; † 1669) Herr zu Dietach, Ottsdorf und Achleiten, diente als Fähnrich unter Ferdinand II., übernahm dann die väterlichen Güter, 1657 Ritterstands-Verordneter der Landschaft ob der Enns, 1662 Freiherr. ⚭ I 1635 Barbara Magdalena Freiin von Haunsperg, To. v. Wolf Sigismund Frhr von Haunsberg, churbayr. Hofkammerrat, und Elisabeth von Closen; ⚭ II 27. Februar 1641 Anna Charitas Freiherrin von Clam, To. v. Hans Gottfried Frhr von Clam und Anna Sibylla Frn von Kageneck; ⚭ III Franziska Polyxena Frn von Windischgrätz, To. v. Johann Leonhard Frhr von Windischgrätz und Maria Elisabeth Puz; ⚭ IV Benigna Elisabeth Freiin von Clam, To. v. Wolfgang Sebastian Frhr von und zu Clam und Maria Charitas von Hackelberg.
B1. [I] Franz Ehrenreich (* 1636), lebte noch 1680
B2. [I] Wolf Erhard Freiherr von Grünthal (* 1637; † 1695) Herr zu Dietach und Ottsdorf, ⚭ Jänner 1678 Eva Elisabeth (* 1657; † 1728) To. seines Onkels Hans Ludwig (A11.) und von Anna Elisabetha Kölbl (s. u.)
C1. Regina Elisabeth
C2. Franz Ignaz
C3. Anna Elisabeth
C4. Johann(es) Franz Freiherr von Grünthal (* 1680; † 1737) Herr zu Dietach und Ottsdorf, k.k. Landrat in Oberösterreich, ⚭ I 1704 Maria Rosalia Frn Engl, To. v. Sigismund Friedrich Frhr Engl von Wagrain zu Seisenburg und Maria Theresia von Leonrod, Witwe von Johann Josef Graf von Jörger, ⚭ II Maria Franziska Eleonora Frn von Hoheneck, To. v. Johann Georg Emanuel Frhr von Hoheneck und Maria Elisabetha Theresia, Tochter von Quintin Karl Joseph (B7.)
D1. Franz Josef Ignaz Freiherr von Grünthal (* um 1730?; † 1760) Herr zu Dietach und Ottsdorf, starb in der Savoyisch-Lichtensteinischen Ritterakademie, mit ihm erlosch die österreichische Hauptlinie im Mannesstamm.
D2. bis ? einige Kinder, keine Nachkommen
C5. Maria Franziska Isabella ⚭ 1717 Franz Mathias Spindler von Hofeck auf Pernau
C6. Polyxena Eleonora ⚭ Georg Heinrich von Wirsing
C7. Katharina Theresia ⚭ Johann Franz Lasser, Frhr von Lasseregg
B3. [II] Maria Sibylla (* 1642) ⚭ Johann/Hans Ernst Preyer von Rautenberg
B4. [II] Wolf Gottfried (* 1643), lebte noch 1680 ⚭ Isabella Kastner
B5. [III] Polyxena Franziska (* 1657; † 1688) ⚭ Johann Franz Ignaz Frhr von Fraunhofen
B6. [III] Polyxena Elisabeth (* 1659) ⚭ 1680 Franz David Frhr Engl zu Wagrain auf Seisenburg
B7. [III] Quintin Karl Joseph Frhr v G zu Oberweiß (* 1662 in Linz; † 1704), kaufte Gut und Schloss Oberweis im Traunviertel von Hans Füeger von Hirschberg, ⚭ Maria Barbara Freiin von Clam, To. v. Johann Christoph Frhr zu Clam und Elisabetha Grfn von Thürheim;
C1. Maria Elisabeth Theresia ⚭ 1715 Johann Georg Emanuel Frhr von Hoheneck zu Rechberg
C2. Maria Charitas Judith ⚭ 1716 Johann Ernest Doedat Dücker Frhr von Haßlau zu Urstein, fürstl. salzburg. Kämmerer und Hofrat
B8. [IV] Dorothea Margaretha (* 1667; † 1703) ⚭ 1694 Gottlieb Lasser Frhr von Lasseregg
A3. Adam (* und † 1610) starb als Kind
A4. Maximilian (* 1611; † 1615) starb als Kind
A5. Maria Magdalena (* 1612; † 1648) Ludwig Storch zu Clauß versprochen, starb als Braut
A6. Eleonora (* 1613; † 1686) ⚭ 1641 Sigismund Frhr von Dietrichstein
A7. Wilhelm (* 1614) starb ledig in der Jugend
A8. Sabina (* 1615; † 1669, ▭ Regensburg) ⚭ Georg Wilhelm Steinhauser von Altendorf
A9. Dietmar (* 1616) ging nach Sachsen, ⚭ Julia von Streithorst
B1. Dietmar
B2. Erdmann
B3. Eva Juliana 1
B4. Sophia Elisabeth
B5. Karl Dietmar
B6. Günther Heinrich
B7. Eva Juliana 2
B8. Armergardis Salome
B9. Christina Elisabetha
A10. (Hans) Ludwig Freiherr von Grünthal zu Diesenbach bei Regensburg (* 1624; † 1686), evangelisch-lutherisch, verließ 1651/1652 Österreich als Exulant und ging nach Regensburg, erhielt mit seinen Brüdern Philipp Rudolf und Karl 1662 den Freiherrnstand, ⚭ 1654 Anna Elisabeth Kölbl, To. des edlen Adam Kölbl von Geising auf Breitlitz und Eva Hrusch von Nitzwiz,
B1. Wolfgang Adam
B2. Eva Elisabeth (* 1657; † 1728) ⚭ Wolf Erhard Frhr von Grienthal (s. o.)
B3. Wolfgang Ludwig Freiherr von Grünthal (* 6. März 1659 in Regensburg; † 23. Dezember 1726), lange Jahre Hauptmann im schwäbischen Kreisregiment des Markgrafen von Durlach, Kämmerer des Markgrafen Friedrich zu Baaden-Durlach, Hofkriegsrat und Vizekommandant von Pforzheim, bekam die Güter Egelstall, Mülln und Neunhausen im Mgr. Baaden, ⚭ Maria Katharina Megenzer von Velldorf
C1. Augusta Maria
C2. Maria Concordia
C3. Susanna Barbara
C4. Friedrich Ludwig Frhr von Grünthal zu Egelstall und Neunhausen (* 1699; † 17??), 1738 und 1742 markgräfl. baden-durlachischer Kämmerer
B4. Katharina Rosina, wurde katholisch und Klosterfrau im Augustinerorden bei St. Lorenz in Wien
B5. Christian Niclas wurde katholisch, Regularkanoniker in St. Augustin im Stift Dürnstein.
B6. Reinhard Karl
B7. Anna Maria († 1673 in Nürnberg), starb in ihrer Jugend in Nürnberg
A11. Judith (* 1618) ⚭ 1640 Johann Sebastian von Thein zu Kammereck und Sleedorf, ihre Zwillingsschwester ist
A12. Maria (* 1618; † 1693) ⚭ Heinrich Reittorn von Schollenmach (s. Schloss Hohenwarth)
A13. Karl Frhr von Grünthal (* 1622; † 1676) ⚭ Anna Elisabeth Kölnpöck, To. v. Maximilian Kölnpöck von Ottsdorf und Anna Magdalena von Grünthal (D14.), Tochter von C15. Wolf Niklas und Cousine von Karl, keine Nachkommen

## Abkürzungen und Erklärung

### Erklärung
| Text         | bedeutet                                              | oder                    |
| 1848/50      | 1848 ODER 1850                                        |                         |
| 1848–1850    | VON 1848 BIS 1850                                     | zwischen 1848 und 1850  |
| 1848?        | fraglich oder unsicher                                |                         |
| Hanns (Hans) | kursiv Original-, in Klammer die heutige Schreibweise |                         |
| Hans/ Hanns  | verschiedene Schreibweisen                            | gleichwertige Varianten |
| (Hanns)      | weitere Schreibweise                                  | Variante                |

### Abkürzungen und Symbole
| *      | geboren                 | R.         | Ritter                       | NÖ, nö     | Österreich unter der Enns , -isch |
| ~      | getauft                 | Hr         | Herr                         | OÖ, oö     | Österreich ob der Enns , -isch    |
| ⚭      | Eheschließung, Hochzeit | Frhr       | Freiherr                     | Ktn, ktn   | Kärnten, kärntnerisch             |
| %      | Scheidung, geschieden   | Frn        | Freifrau, Freiin             | Stmk, stmk | Steiermark, steirisch             |
| †      | gestorben               | Gf         | Graf                         | Tir, tir   | Tirol, tirolerisch                |
| X      | gefallen                | Gfn        | Gräfin                       | Slb, slb   | Salzburg, salzburger              |
| ▭      | begraben in             |            |                              | Böh, böh   | Böhmen, böhmisch                  |
| gen.   | genannt                 | Verord.    | Verordneter (der Landschaft) | Mähr, mähr | Mähren, mährisch                  |
| rel    | kirchliche Hochzeit     | Verord.Ri. | Verordneter des Ritterstands | Krn, krn   | Krain, krainer                    |
| civ    | zivile Eheschließung    | Verord.Hr. | Verordneter des Herrenstands | Ung, ung   | Ungarn, ungarisch                 |
| To. v. | Tochter von             | Hptm       | Hauptmann                    | erbl.      | erbländisch                       |